# چیناس
چیناس، سینا یا چیناه (سانسکریت: चीनः (cīna)) قومیتی است که در آثاری از ادبیات هندِ باستان مانند مهاباراتا، منوسمرتی و پورانه‌ها از هزارهٔ نخست پیش از میلاد تا هزاره نخست پس از میلاد نام برده شده‌است.

## ریشه‌شناسی
منشأ این نام در سانسکریت معمولاً به دودمانِ چین (Qin یا Tsin یا Chin در نویسه‌گردانی‌های قدیمی‌تر) که از سال ۲۲۱ پیش از میلاد در چین حکم می‌راندند یا به ایالتِ پیشینِ چین که به‌طور سنتی به سدهٔ نهم پیش از میلاد برمی‌گردد، مربوط دانسته می‌شود.
چند پیشنهاد دیگر برای ریشه این واژه وجود دارد. برخی از پژوهش‌گرانِ چینی و هندوستانی، نامِ ایالتِ جینگ (荆) را به عنوان منشأ احتمالی این نام در نظر می‌گیرند حال آنکه نظریه‌های دیگر می‌گویند که این واژهٔ سانسکریت از واژهٔ Zina گرفته شده درون‌نامِ ساکنان یلانگ بوده‌است.

## ادبیات بودایی
بر اساس آنچه مایکل ویتزل می‌گوید، متنِ بوداییِ Milindapanho (بنگرید به: Sacred Books of the East, xxxvi, 204)، چیناس‌ها را با سکاها، یاواناها، کامبوجاها و ویلاتاها(؟) و… مرتبط می‌داند و آنان را در و فراتر از تبت غربی/لداخ ساکن می‌داند.

## دیگر ادبیات‌ها
ارته‌شاستره که گویا مربوط به بین سدهٔ دوم پیش از میلاد و سدهٔ سوم پس از میلاد است، به ابریشم چینی به عنوان «cinamsuka» (لباس ابریشمی چینی) و «cinapatta» (بستهٔ ابریشم چینی) اشاره می‌کند.
سانموها تنتره از فرهنگ تنترهٔ کشورهای خارجی مانند باهلیکا (باختر)، کیراتا، بوتا (تبت)، سینا، ماها سینا، پهلواها، آیراکا، کامبوجاس، هونا، یاوانا، گاندارا و نپالا سخن می‌گوید.
منوسمرتی، بین سال‌های ۲۰۰ پیش از میلاد و ۳۰۰ پس از میلاد، سقوط چیناس‌ها و همچنین بسیاری از گروه‌های خارجی در هند را اینگونه شرح می‌دهد:
۴۳- «اما در نتیجهٔ حذف آداب مقدس و عدم مشورت آن‌ها با برهمانا، قبایلِ کشتریا به تدریج در این جهان به وضعیت شودراس فرورفته‌اند.
۴۴- (به عنوان مثال) پاوندراکاها، چوداها، دراویداها، کامبوجاها، یاواناها، شاکاها، پاراداها، پهلواها، چیناس‌ها، کیراتاها، داراداها و خاشاها.»
علاوه بر چین و پاراماچین، در Manasollasa نیز اشاره ای به Mahachina وجود دارد که در متن آن به پارچه‌های Mahachina اشاره شده‌است. بنابراین این امکان وجود دارد که واژگان چین احتمالاً به تبت غربی یا لداخ، ماهاچینا به تبت و پاراماچین به سرزمین اصلی چین اشاره می‌شده‌اند.